# 打开开
打开开，是流傳於貴州務川仡佬族苗族自治縣的字牌遊戲。

## 牌具

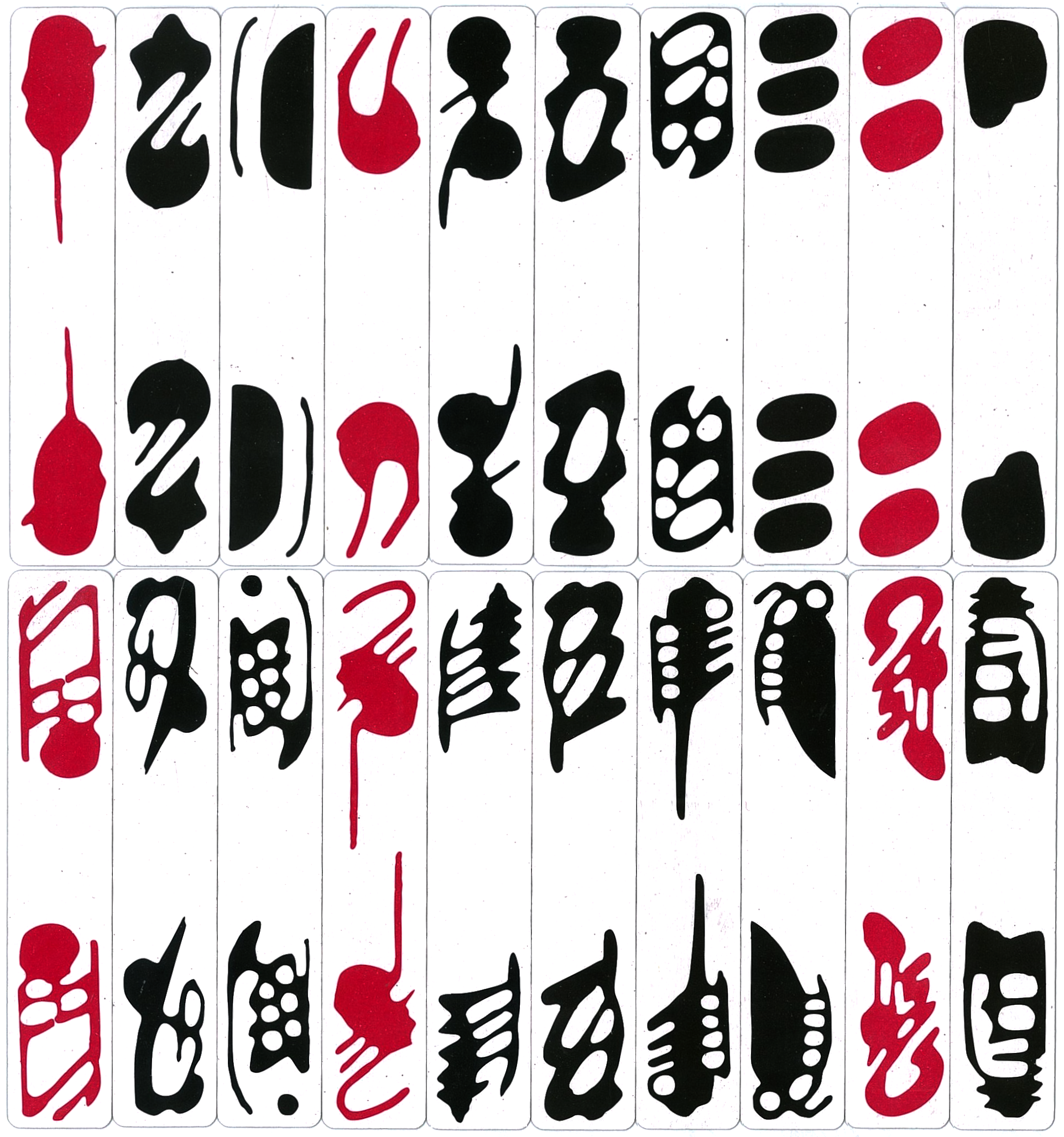
務川大貳

同一般八十張的字牌，入选县级非遗。

## 牌規

### 流程
- 三人遊戲。莊家摸二十一張，閒家摸二十張。四人時，庄家的对家留十九张，不進行遊戲，负责数底牌。
- 行牌類似麻將，同樣有吃、碰、槓，差別如下。面子稱為放子。
  - 暗刻稱為坎。
  - 能碰時需碰，稱為兑牌。
  - 坎牌補槓，稱為四歸一、开招。
  - 暗槓或坎自摸，蓋三張亮一張，稱為亮龙。
  - 吃牌稱為相靠，以下兩種組和也能組成。
  - 大小寫相同的2、7、10。
  - 三張大小寫不同、點數相同，稱為两大夹一小或两小靠一大。
  - 組成放子時，手中若有同牌，而且可和其他手中的牌組成放子，將兩放子都付露，稱為妥。
  - 上家或自家摸的牌，當能組成放子時卻放棄、或自己打出該張牌，之後該玩家不能用同張牌組成放子。
- 胡牌需組成七放子，除非是天地胡，否則至少十胡才可胡。若有玩家包牌则负三家。[1]

### 牌值
- 當地稱胡數番為油子。一些放子的胡數為零，各胡數如下表。牌型又可區分為大胡、中胡、小胡，番數不詳。[1]

| 面子     | 小字 | 大字 |
| -------- | ---- | ---- |
| 黑兑牌   | 1    | 3    |
| 紅兑牌   | 3    | 6    |
| 坎牌     | 3    | 6    |
| 开招     | 6    | 9    |
| 亮龍     | 9    | 12   |
| 2、7、10 | 3    | 6    |
| 1、2、3  | 3    | 6    |

| 牌型 | 說明!                                                  |
| ---- | ------------------------------------------------------ |
| 天胡 | 莊家起手就胡牌。為大胡。                               |
| 地胡 | 胡庄家的第一张牌。為大胡。                             |
| 黑胡 | 全付牌不含红色牌。為大胡。                             |
| 红台 | 十张以上红牌，有坎牌，十八胡以上。為大胡。             |
| 飘胡 | 無坎牌，没十张以上红牌。十八胡以上為大胡，不足為中胡。 |
| 台胡 | 十张以上红牌，二十一胡以上。為中胡。                   |
| 红胡 | 十张以上红牌，不足十八胡。為中胡。                     |
| 棒胡 | 有坎牌，無十张以上红牌，不足二十一胡。為小胡。         |